# Гижигинская губа
Гижи́гинская губа́ — внутренняя часть залива Шелихова в Охотском море, к западу от полуострова Тайгонос, который отделяет её от Пенжинской губы. Расположена между мысами Островной на западе и Тайгонос на востоке.

## География

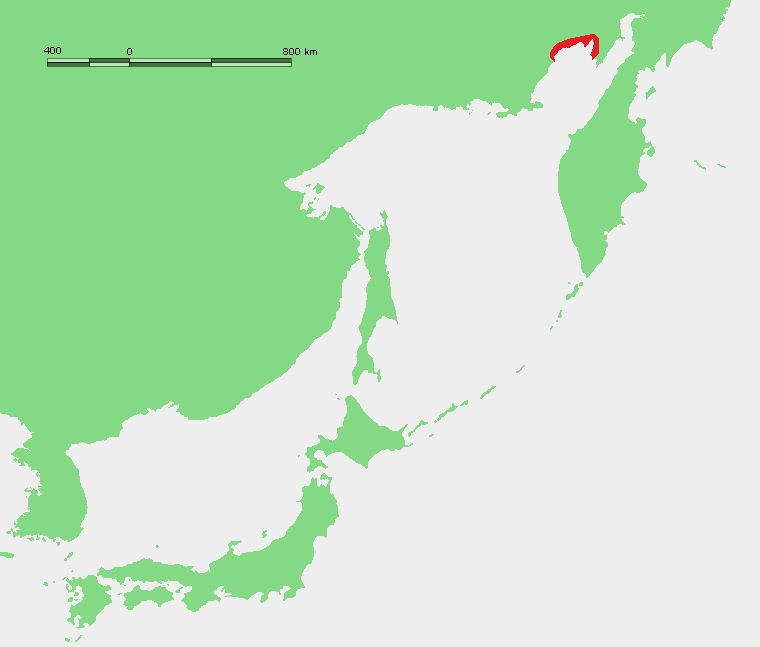

Длина — 148 км, ширина у входа ≈ 260 км, максимальная глубина — 88 м.
Значительную часть года покрыта льдом. Приливы неправильные суточные, до 9,5 м.
В залив впадает реки Гижига, Авекова, Большая Чайбуха, Таватум, Вархалам и др. На западе губы расположен мыс Вилигинский, на севере — мыс Таватумский, на юге — мыс Вархаламский.